# Geocrinia leai
Geocrinia leai — вид безхвостих земноводних родини Австралійські жаби (Myobatrachidae).

## Назва
Вид названий на честь австралійського ентомолога Артура Міллса Леа.

## Поширення
Ендемік Австралії. Трапляється у дощових лісах на південному заході Західної Австралії. У гори піднімається до висоти 600 м над рівнем моря.

## Спосіб життя
Geocrinia leai мешкає серед рослинності вздовж струмків і на болотах. Розмножується в кінці зими. Самиця відкладає 52-96 ікринок, які прикріплює до рослин над водою. Личинки, після вилуплення, потрапляють у воду. У стадії пуголовків живуть до 120 днів.